# Anto (prénom)
Anto est un prénom masculin croate diminutif d'Anton, Antonio et Antoinijo. Ce prénom peut désigner:

## Prénom
- Anto Antony (en) (né en 1957), homme politique indien
- Anto Carte (1886-1954), artiste peintre belge
- Anto Đapić (en) (né en 1958), homme politique croate
- Anto Drobnjak (né en 1968), joueur monténégrin de football
- Anto Grabo (en) (né en 1960), joueur yougoslave de football
- Anto Grgić (né en 1996), joueur suisse de football
- Anto Gvozdenović (en) (1853-1935), général franco-russo-monténégrin
- Anto Jakovljević (en) (né en 1962), joueur bosniaque de football
- Anto Kovačević (en) (1952-2020), philosophe et homme politique croate
- M. Anto Peter (en) (1967-2012), développeur tamoul de logiciel
- Anto Raukas (en) (né en 1935), géologue estonien
- Anto Thistlethwaite (en) (né en 1955), musicien multi-instrumentiste britannique

## Référence
1. ↑  (en) « Anto », sur Name-doctor.com (consulté le 3 octobre 2019)